# Мирча Картареску
Мирча Картареску (рум. Mircea Cărtărescu) (1. јуни 1956, Букурешт) је румунски приповедач, песник, књижевни критичар и есејиста.

## Биографија
Један од тренутно водећих румунских писаца. Похађао школу Кантемир Вода. За време школских дана припадао групи Николајеа Манулескуа. Књижевну каријеру почео као песник, године 1978. 
Касније, студирао на букурештанском универзитету, на департману румунског језика и књижевности, на којем је дипломирао 1980. године са тезом о поезији Михаила Еминескуа, која ће се касније појавити у његовој поетској књизи Химерички сан. Исте године, неке од његових радова објавила је позната румунска издавачка кућа Карта Романеска.
Између 1980. и 1989. године радио је као наставник румунског језика, потом је радио у Удружењу писаца Румуније као уредник, и у Кајетеу, магазину за књижевну критику. Године 1991. постао је предавач на Катедри за румунску књижевну историју, одсеку букурештанског универзитета, департмана за румунску књижевност. Докторирао са тезом о румунском постмодернизму 1999. године. Од 2010. године, на тој катедри је постављен као ванредни професор. Између 1994. и 1995. године постао је гостујући професор на Универзитету у Амстердаму, где је био на истој позицији као и на штутгартском универзитету. За новелу Тело, добио је Међународну књижевну награду. Оженио је песникињу Јоану Николаје. Његова дела су преведена на 22 светска језика, укључујући и српски. Године 2013. био је лауреат Међународног новосадског књижевног фестивала.

## О књижевном делу
Његово књижевно и интелектуално сазревање је било под сенком Чаушескуовог режима, али са разумевањем да мора изградити свој свет у складу са дубинским везама са највишим захтевима румунске културе и њене европске одређености. Као и већина интелектуалаца тог доба његова лектира су савремени постмодернистички мислиоци и писци: Ихаб Хасан, Жан Франсоа Лиотар, Мишел Фуко, Жак Дерида, Ролан Барт, Сузан Зонтаг, Владимир Набоков, Умберто Еко, Борхес, Милан Кундера, Давид Лоџ, Мишел Турније, Жозе Сарамаго, Хулио Кортасар. Тако је изградио интелектуалну оптику, захваљујући читању и боравцима у Европи, дефинишући се као писац отпора и критички интелектуалац, не само у сфери доктринарних полемика између модернизма и постмодернизма, него и политичких ставова о односу тоталитаризма и демократије, утопије и либералне скепсе. Своја становишта о новој књижевности изложио је полемички у есејистичкој књизи Румунски постмодернизам, 1999. године. Мирче Картареску је представник богате културе која је у њему нашла снажног и инвентивног тумача и ствараоца. Његово песничко и прозно дело је и последица и полемички одговор и слика времена и света. Он је лавиринтски испитивач савременог живота, друштва и појединца и његових емоција. Његов роман Носталгија је изазвао највеће поштовање, јер је и једноставан, емотиван и потресан бавећи се политиком и судбином града и трагањем појединца за својим местом између узвишених смислова и тривијалних слика свакодневља. Његови романи су истовремено глобалне метафоре, где видимо трансфигурације великих прича, од Хомера до Џојса и корачања по тлу свакидашњице где се његови јунаци откривају као актери света преживљавања и немогућих фантазија. Оно чиме Картареску осваја као писац нису само ерудитне и дубоко укорење слике културе, које срећемо у романима, као и у епској поеми Левант, него и емоције у којим показује посебно знање, емоције које изазива жена, емоције среће и туге због неузвраћене или изгубљене љубави, емоција изазване животом, који је "прожет нестварним бљесковима велике и истинске среће". Његова књига величанствених и једноставних прича Зашто волимо жене, као и његове песме љубави потврђују особену културу разумевања човека и његовог света. Лакоћа и суштаственост његових увида у оваквим доприносима приближавају га остварењима Чехова и Рејмонда Карвера.

## Дела преведена на српски
- Зашто волимо жене, приче (2014)[4]
- Носталгија, роман (2018)[5]

На српски његова дела превела је Илеана Урсу Ненадић. 

## Објављена дела

### Поезија
- Фарови, витрине, фотографије (1980)
- Песме љубави (1982)
- Све (1984)
- Левант (1990)
- Љубав (1994)
- 50 сонета (2003)

### Проза
- Десант `83 (1983)
- Сан (1989)
- Носталгија (1993)(нецензурисана верзија сна)
- Заслепљеност, (1996), (2001), (2002) трилогија
- Змајска енциклопедија (2002)
- Зашто волимо жене (2004)
- Дивни странци (2010)
- Соленоид (2015)

### Есеји
- Химерички сан – Подземље Еминескуове поезије (1991)
- Румунски постмодернизам (1999)
- Заувек млад, обвијен пикселима (2003)
- Бароне! (2005)

## Награде и признања
- Награда удружења румунских писаца
- Награда Румунске Академије
- Награда магазина Флакара
- Унион Латина
- Le meilleur livre étranger
- АСПРО
- АЕР
- Meritul cultural
- Виленица
- Haus der Kulturen der Welt
- Spycher
- Међународна награда за књижевност „Нови Сад”, 2013.
- Награда лајпцишког сајма књига
- Euskadi de Plata
- Аустријска државна награда за европску књижевност
- Gregor von Rezzori
- Томас Ман
- Форментор

## Напомена
Његово име се у српским преводима појављује и као Мирче. Предност је, у овом случају дата облику као и у имену познатог филозофа румунског порекла (Мирча Елијаде). 